# Hypomesus transpacificus
Espèce
Statut de conservation UICN

 CR A2bce : 
En danger critique
Hypomesus transpacificus est une espèce de poisson endémique du delta du Sacramento en Californie.